# Langue des signes de Nanabin
La langue des signes de Nanabin, est une langue des signes utilisée dans le village de Nanabin peuplé par l'ethnie des Akans au Ghana. Elle est utilisée par trois générations d'une famille dont à peu près tous les membres sont sourds. La seconde génération est bilingue en langue des signes ghanéenne.
La langue des signes de Nanabin est similaire à la langue des signes d'Adamorobe pour certains signes stylisés issus de la culture orale akan. Les deux utilisent des formes des mains relâchées et présentent les événements du point de vue du personnage plutôt que de celui de l'observateur.